# Genolino Amado
Genolino Amado (Itaporanga, 3 de agosto de 1902 — Rio de Janeiro, 4 de março de 1989) foi um escritor, professor e jornalista brasileiro, imortal da Academia Brasileira de Letras.

## Biografia
Foi um dos catorze filhos do casal Melchisedech Amado e Ana Amado, irmão do também escritor e Acadêmico Gilberto Amado, de Gilson Amado, fundador da TVE e primo de Jorge Amado. Genolino fez seus primeiros estudos em Itaporanga. Ainda bastante jovem foi para Salvador, onde cursou Humanidades - nome que então se dava ao curso preparatório para as faculdades - no Colégio Carneiro, do educador Ernesto Carneiro Ribeiro.
Em 1919 ingressou na Faculdade de Direito da Bahia, sendo colega de futuros escritores e juristas, tais como Nestor Duarte Guimarães, Pedro Calmon, Adalício Nogueira e Hermes Lima, que no futuro far-lhe-ia a saudação de ingresso no Silogeu Brasileiro. Entretanto, veio a concluir o curso no Rio de Janeiro, em 1924.
Mudando-se para São Paulo, abandona paulatinamente a advocacia, iniciando-se no jornalismo, no jornal Correio Paulistano, em substituição a Menotti del Picchia e por indicação deste. Usava, então, o pseudônimo "Geno". Suas crônicas surpreenderam por haverem agradado até mesmo ao acerbo crítico Agripino Grieco.
Em 1928 ocupou a função de Chefe da Censura em São Paulo, interrompendo a produção das suas crônicas, até quando perdeu o cargo em função da Revolução de 1930. Junto ao jornalismo nos Diários Associados, trabalhou como radialista nas principais emissoras da capital paulista, como a Rádio Record, levado por César Ladeira. Ladeira foi, ainda, o responsável por sua mudança para o Rio de Janeiro, em 1933, onde alcançou grande sucesso como radialista, desta feita em nível nacional.
No Rio, Genolino também exerce o magistério, quando da reforma geral do ensino promovida na então capital do país pelo educador Anísio Teixeira, sendo mais tarde um dos mestres que participaram da criação do primeiro curso de jornalismo, na então Faculdade Nacional de Filosofia e Letras. Nesta época escrevia para o amigo Ladeira as chamadas "Crônicas da Cidade Maravilhosa", cujo título inspirou o compositor André Filho a compor a marcha carnavalesca Cidade Maravilhosa, e que iam ao ar pela Rádio Mayrink Veiga.
Apresentou, ainda, o Biblioteca no Ar, que foi duas vezes premiado como o melhor programa cultural das emissoras brasileiras. Liderou a audiência, também, quando se transferiu para a Rádio Nacional, apresentando o programa Crônica da Cidade.
Foi em 1954, no último governo de Getúlio Vargas, diretor da Agência Nacional - órgão oficial de imprensa do governo federal brasileiro.
Ocupou, ainda, o cargo de procurador do Estado, pelo então estado da Guanabara. Seus pareceres foram muitos deles publicados na revista especializada do órgão.

## Literatura
As funções públicas, bem como o trabalho de radialista, fizeram com que sua produção literária fosse esparsa, tendo começado apenas em 1937. Apesar disto, seus poucos livros alcançaram relativo sucesso, como a comédia Avatar que, traduzida, chegou a ser adotada na Academia Militar de West Point, nos Estados Unidos da América. Sua peça Dona do Mundo foi premiada com medalha de ouro pela Associação Brasileira de Críticos Teatrais.
Além das obras de cunho próprio, realizou algumas traduções, como a obra autobiográfica Minha Vida, de Charles Chaplin. Seu livro O Reino Perdido, de 1971, onde narra sua experiência no magistério, fê-lo receber o convite para concorrer a uma vaga na Academia Brasileira.

## Academia Brasileira de Letras

Em 1973

Foi eleito a 9 de agosto de 1973 para ocupar a cadeira 32 da Academia, cujo fundador foi Carlos de Laet, e que tem por patrono Manuel de Araújo Porto-Alegre, como seu quinto ocupante, sendo recebido em 14 de novembro deste mesmo ano por Hermes Lima, seu ex-colega de faculdade.